# Ariel Jurado
Ariel Bolívar Jurado Agrazal (nacido el 30 de enero de 1996) es un lanzador de béisbol profesional panameño que juega en los Kiwoom Heroes de la Liga KBO. Anteriormente jugó en la Major League Baseball  para los Texas Rangers y los New York Mets.

## Carrera

### Texas Rangers
Jurado firmó con los Texas Rangers como agente libre internacional en diciembre de 2012. Hizo su debut profesional en 2013 con los DSL Rangers de nivel novato y pasó toda la temporada allí, con marca de 6-0 y efectividad de 2.39 en nueve aperturas. En 2014 jugó para los AZL Rangers de nivel novato, con marca de 2-1 y efectividad de 1.63 en38 2⁄3 entradas lanzadas. Jurado pasó 2015 con los Hickory Crawdads de la Liga del Atlántico Sur Clase A, y los Rangers lo nombraron Lanzador del Año de Ligas Menores Nolan Ryan después de tener marca de 12-1 con un promedio de rendimiento acumulado (ERA) de 2.45 con 95 ponches y solo 12. bases por bolas en 99 entradas.   En 2016, lanzó tanto con los High Desert Mavericks de la Liga de California Clase A-Avanzada como con los Frisco RoughRiders de la Liga de Texas Doble-A, combinándose para tener marca de 8-6 y efectividad de 3.66 en 123 entradas. Regresó a Frisco en 2017, donde registró un récord de 9-11 y una efectividad de 4.59 en 157 entradas.Los Rangers agregaron a Jurado a su lista de 40 hombres después de la temporada 2017. Jurado regresó a Frisco para abrir la temporada 2018 y registró un récord de 5-3 con efectividad de 3.28 y 58 ponches en101 2⁄3 entradas para ellos. Jurado hizo su debut en las Grandes Ligas el 19 de mayo de 2018, en el Guaranteed Rate Field contra los Medias Blancas de Chicago. el lanzó 4 2⁄3 entradas, permitiendo cuatro carreras limpias, seis hits, dos bases por bolas y dos ponches, lo que le valió la derrota cuando los Medias Blancas derrotaron a los Rangers 5-3. Terminó su temporada de novato después de tener marca de 5-5 con efectividad de 5.93 en54 2⁄3 entradas para los Rangers. Los bateadores zurdos tuvieron un promedio de bateo más alto contra él, .365 (en 20 o más entradas), que contra todos los demás lanzadores de la MLB.Jurado fue designado para asignación por los Rangers el 31 de julio de 2020.

### New York Mets
Jurado fue traspasado a los Mets de Nueva York el 5 de agosto de 2020 a cambio de Stephen Villines y consideraciones en efectivo. Fue enviado al sitio alternativo de los Mets en Brooklyn. El 2 de diciembre, los Mets no ofrecieron a Jurado.            Jurado se sometió a una cirugía Tommy John en enero de 2021 y se perdió toda la temporada 2021.

### Minnesota Twins
El 20 de marzo de 2022, Jurado firmó un contrato de ligas menores con la organización Minnesota Twins. Eligió la agencia libre el 10 de noviembre de 2022.

### Kiwoom Heroes
El 25 de noviembre de 2022, Jurado firmó un contrato de un año con los Kiwoom Heroes de la KBO League por un total de 1 millón de dólares, incluido un salario anual de 850.000 dólares y una opción de 150.000 dólares. el 24 de diciembre de 2023 Jurado Renovó su contrato con el club por 1.3 millones, incluyendo 1.2 millones en salario anual y 100 mil dólares en incentivos.

## Selección nacional
Jurado fue seleccionado para representar a Panamá en la clasificación al Clásico Mundial de Béisbol 2023.